# 노던주 (가나)

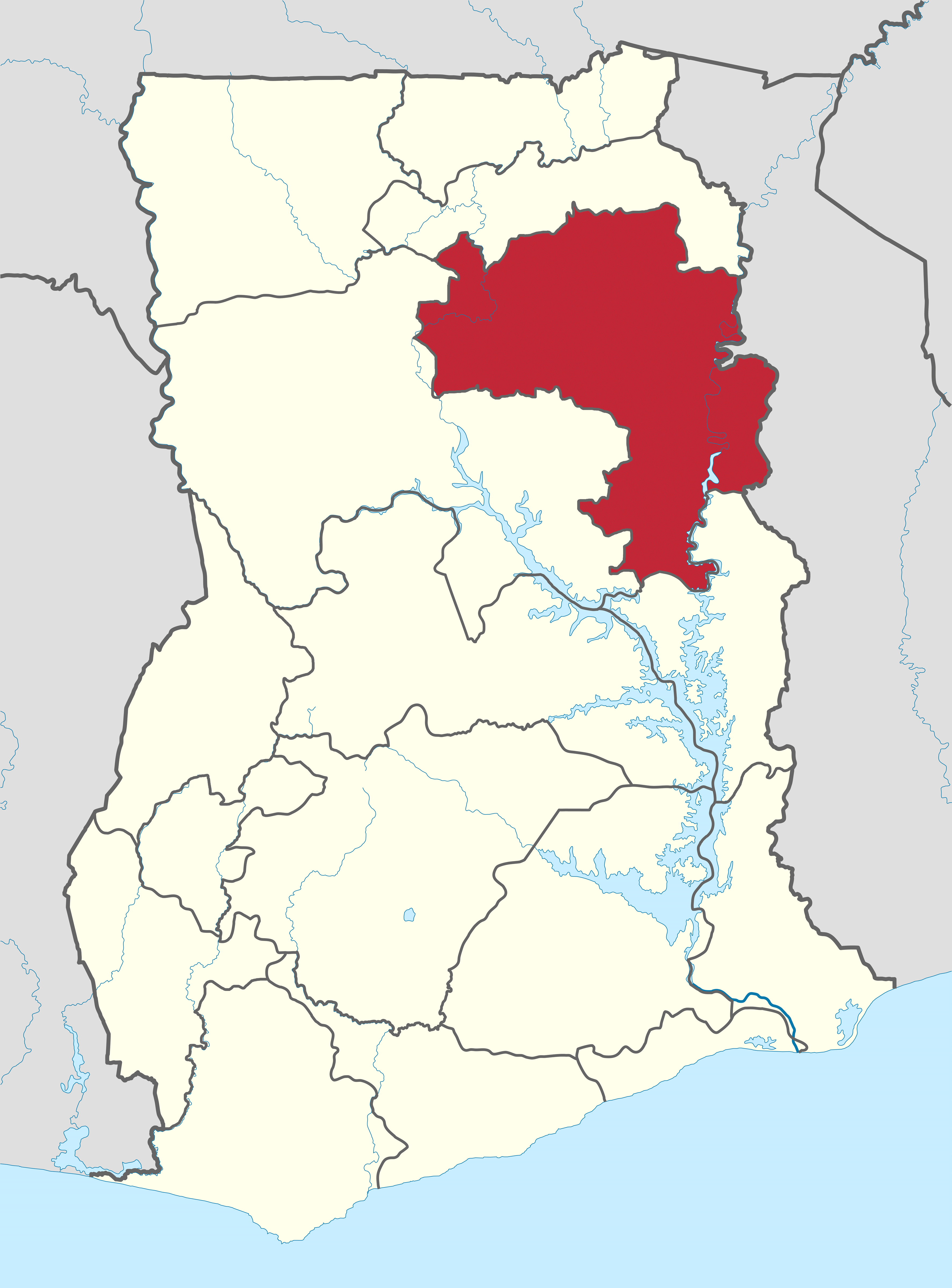
노던주

노던주(Northern Region)는 가나의 주다. 주도는 타말레이다.